# Мамині діти
«Мамині діти» («Mother's Boys») — американський психологічний трилер 1994 року, знятий режисером Івом Сімоно.

## Сюжет
Джудіт Медіган залишає свого чоловіка Роберта та трьох дітей без жодних пояснень. Через три роки, коли на її повернення не сподівається вже й мати, Джудіт повертається, вирішивши відновити сім'ю. Але її чоловік Роберт не погоджується на це. Тепер йому доведеться дізнатися, як далеко жінка може зайти у своїй помсті.

## У ролях
- Джеймі Лі Кертіс — Джудіт Медіган або просто Джуді
- Джоанн Воллі — Колін Гарленд, просто Келлі
- Пітер Галлагер — Роберт Медіган
- Люк Едвардс — Кес Медіган
- Джосс Екленд — Ленсінг, адвокат Джуді
- Пол Гілфойл — Марк Каплан, адвокат Роберта
- Джеймс Фрімен — містер Еверетт, директор школи
- Лоррейн Туссен — колега Роберта
- Колін Ворд — Майкл Медіган
- Джої Зіммерман — Бен Медіган
- Ванесса Редґрейв — Лідія, мати Джуді
- Джон К. Макгінлі — вчитель
- Джилл Фрідман — медсестра

## Знімальна група
- Режисер — Ів Сімоно
- Сценаристи — Річард Гоулі, Беррі Шнайдер
- Оператор — Еліот Девіс
- Композитор — Джордж С. Клінтон
- Продюсери — Деніел Франклін, Джек Е. Фрідман, Боб Вайнштейн, Гарві Вайнштейн, Вейн С. Вільямс, Рендолл Постер